# Șanțul sinusului pietros inferior
Șanțul sinusului pietros inferior (Sulcus sinus petrosi inferioris) este un șanț de-a lungul fisurii pietrooccipitale și este format de două șanțuri incomplete:  șanțul sinusului pietros inferior al osului occipital (Sulcus sinus petrosi inferioris ossis occipitalis) aflat pe fața endocraniană a marginilor laterale ale porțiunii bazilare a osului occipital și șanțul sinusului pietros inferior al osului temporal (Sulcus sinus petrosi inferioris ossis temporalis) aflat pe marginea posterioară a porțiunii pietroase a osului temporal. În șanțul sinusului pietros inferior se află sinusul pietros inferior (Sinus petrosus inferior) al durei mater.